# Anomalon victorovi
Anomalon victorovi är en stekelart som beskrevs av Setsuya Momoi 1968. Anomalon victorovi ingår i släktet Anomalon och familjen brokparasitsteklar. Inga underarter finns listade i Catalogue of Life.